# Họ Cá chình mỏ dẽ
Họ Cá chình mỏ dẽ (tên khoa học: Nemichthyidae) là một họ cá chình bao gồm 9 loài trong 3 chi. Chúng là cá biển khơi, tìm thấy trong tất cả các đại dương, chủ yếu ở độ sâu 300–600 m; nhưng đôi khi tới độ sâu 4.000 m. Tùy theo loài, con trưởng thành có thể đạt chiều dài 1–2 m (30-60 inch) như chúng chỉ nặng từ 80-400 g (một vài ounce đến một pound). Chúng được phân biệt bởi hàm rất mảnh. Họ Cá chình mỏ dẽ đẻ trứng, và cá non, được gọi là leptocephalus (có nghĩa là đầu thon nhỏ), không giống như cá trưởng thành mà có thân hình bầu dục, hình lá, trong suốt. Các loài khác nhau của họ Cá chình mỏ dẽ có hình dạng, kích cỡ và màu sắc khác nhau.
Cá chình mỏ dẽ đuôi cộc có tên gọi tương tự nhưng thực sự là một họ cá khác (Cyematidae), có đại diện là 2 loài, loài màu đen Cyema atrum và loài màu đỏ tươi Neocyema erythrosoma.

## Chi và loài
Có 9 loài trong 3 chi:<ref name=FB>{{FishBase_family|family=Nemichthyidae|year=2013|Nemichthys curvirostris
Tập tin:Avocettina infans4.jpg|Avocettina infans
Tập tin:Labichthys carinatus.jpg|Labichthys carinatus
Tập tin:Research Ship Sonne In Auckland I (crop).jpg
Tập tin:Pelagiczone.svg
</gallery>